# Бір (Чернігівський район)
Бір —  село в Україні, у Деснянській селищній громаді Чернігівського району Чернігівської області. Населення становить 3 осіб. Село належить до Косачівського старостинського округу. Село розташоване неподалік річки Дніпро та оточено лісом Регіонального Ландшафтного парку "Межрічинський". Сусідні села Косачівка і Тужар.

## Історія
В списку населених пунктів Сорокошицького району Чернігівської губернії  станом на 1924 рік відсутнє.
На карті РСЧА 1941 року назва села не позначена, проте позначені десять будинків на сучасній території села.
12 червня 2020 року, відповідно до розпорядження Кабінету Міністрів України № 730-р «Про визначення адміністративних центрів та затвердження територій територіальних громад Чернігівської області», увійшло до складу Деснянської селищної громади.
19 липня 2020 року, в результаті адміністративно-територіальної реформи та ліквідації Козелецького району, увійшло до складу новоутвореного Чернігівського району.

## Населення

### Мова
Розподіл населення за рідною мовою за даними перепису 2001 року:
| Мова       | Кількість | Відсоток |
| ---------- | --------- | -------- |
| українська | 38        | 100%     |